# Oresbius dorsator
Oresbius dorsator là một loài tò vò trong họ Ichneumonidae.